# Laguna Santa Rosa
La Laguna Santa Rosa es un cuerpo de agua superficial hipersalino y de montaña ubicado en la Región de Atacama. Está próximo al paso internacional San Francisco. Pertenece a la cuenca endorreica del salar de Maricunga.
(No debe ser confundida con una de las lagunas Chuncara, de la cuenca de la quebrada de Tarapacá, que lleva el mismo nombre.)

## Ubicación y descripción
La laguna se ubica 148 km en carretera hacia al este de Copiapó, en la depresión de los salares de la Región de Atacama. La laguna está conectada con la laguna del Negro Francisco a través del corredor biológico Pantanillo-Ciénaga Redonda, así como con el salar de Maricunga, ubicándose en la continuación hacia al norte. La laguna tiene una extensión de 2,0 km por 1,2 km.
La altura de la Laguna Santa Rosa se ubica 3762 metros sobre el nivel del mar.

## Historia
Luis Risopatrón lo describe en su Diccionario Jeográfico de Chile (1924):: 828 
Santa Rosa (Laguna) 27° 05' 69° 10' Se encuentra a 3 760 m de altitud, hacia el S del salar de Maricunga. 134; ¡¿156; i Maricunga en Mapa 1 Argentino de Límites, 1 : 1 00 0 000 (1900).

## Población, economía y ecología

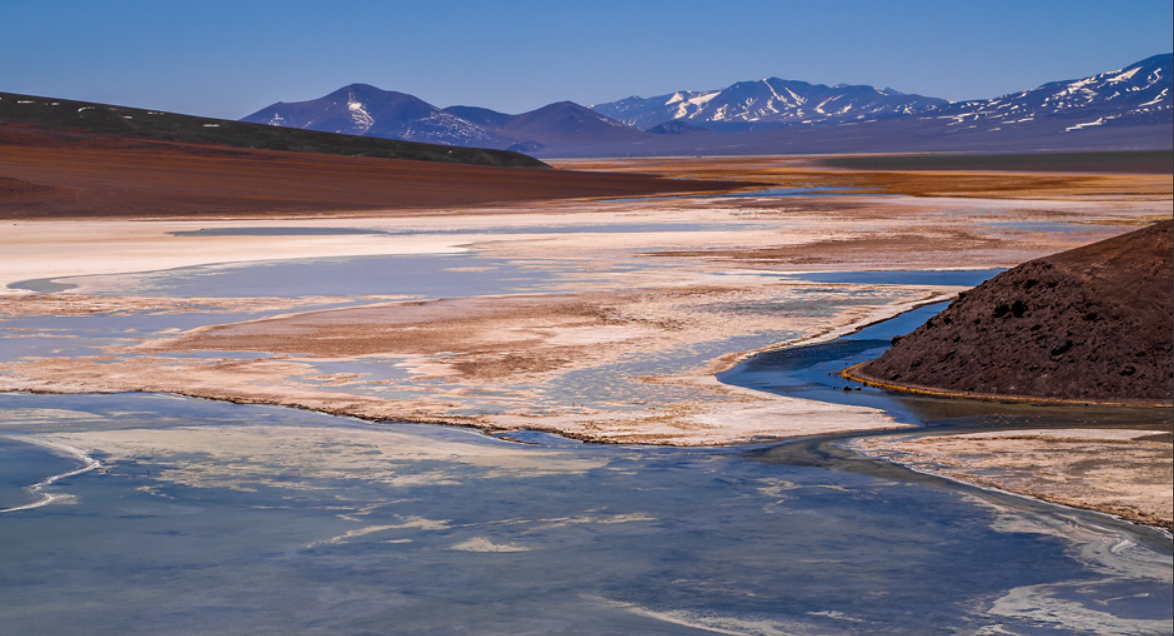
Laguna Santa Rosa, Región de Atacama

Se conoce la laguna Santa Rosa por su gran población de flamencos. Además de flamencos, se puede observar en este sector guanacos, zorros culpeos y vicuñas. 
Aparte del atractivo paisajístico, el área de la Laguna Santa Rosa chilena posee otros entre los cuales corresponde mencionar la existencia de termas asociadas a la actividad volcánica. El montañismo y otros deportes de aventura tienen aquí un excelente teatro natural para ser realizados. La laguna Santa Rosa dentro del parque nacional Nevado Tres Cruces, y está protegida como sitio Ramsar en conjunto con la laguna del Negro Francisco.
A la orilla oeste además se encuentra un pequeño refugio de la CONAF y encima de un cerro se puede visitar un mirador con informaciones de los cerros del sector. Al costado sur de la laguna, encima de una colina colindante existe un pequeño mirador con informaciones sobre los cerros del sector. Se puede acceder al lugar solo en vehículos 4x4, o simplemente a pie.
La laguna ha estado experimentando una reducción progresiva en su tamaño durante el período 1993-2014, más notable en los meses de verano, encogimiento que puede ser natural, producto del cambio climático, o antrópico, principalmente por las actividades mineras en la zona, con pozos de extracción ubicados en las líneas de flujo de agua subterránea que alimentan la laguna Santa Rosa.